# Hermann Cölfen
Hermann Cölfen (* 1. Oktober 1959 in Rheinhausen; † 2. März 2017) war ein deutscher Germanist.

## Leben
Nach dem Realschulabschluss absolvierte Hermann Cölfen eine Ausbildung zum Einzelhandelskaufmann, die er 1978 abschloss. Im Jahr darauf erlangte er das Fachabitur. Danach war er als Substitut in einem Warenhauskonzern tätig. Er besuchte das Abendgymnasium und erwarb 1985 das Abitur. Anschließend studierte er evangelische Theologie, entschied sich jedoch kurz vor der Priesterweihe gegen diesen Beruf. Stattdessen begann er ein Studium der Germanistik und Philosophie an der Universität Düsseldorf, das er 1993 in Duisburg mit der Magisterprüfung abschloss. 
Neben seinen Studien arbeitete Cölfen zunächst freiberuflich weiter. Ab 1995 war er als Hochschulassistent an der Universität Essen tätig. 1999 wurde er dort zum Dr. phil. promoviert mit einer linguistischen Untersuchung deutscher Werbeanzeigen im Zeitvergleich. 2005 habilitierte er sich (venia legendi für Germanistische Linguistik und Mediendidaktik). 2005/2006 und SS 2006 übernahm er Vertretungsprofessuren für Germanistische Linguistik an der Universität Duisburg-Essen, Campus Essen. Ab 2007 war er ebenda Kustos der Germanistik und ab 2010 Prodekan (für Finanzen) der Fakultät für Geisteswissenschaften. 2012 wurde er zum außerordentlichen Professor für Linguistik und Mediendidaktik an der Universität Duisburg-Essen ernannt. 
Zu seinen Forschungsinteressen gehörten angewandte Gesprächsforschung, Hermeneutik, Korpuslinguistik, Mediendidaktik sowie Sprache in (modernen) Medien. Er war Redaktionsmitglied der linguistischen Zeitschriften Sprache und Datenverarbeitung (SDV) und Osnabrücker Beiträge zur Sprachtheorie (OBST) sowie Mitbegründer des Linguistik Server Essen (LINSE) und des Universitätsverlags Rhein-Ruhr (UVRR).
Daneben publizierte er mit Sabine Walther (* 1963) Kriminalromane.
Hermann Cölfen starb 2017 nach schwerer Krankheit im Alter von 57 Jahren.

## Schriften (Auswahl)
- Bildungsbrücken bauen. Dialogische Entwicklung hypermedialer Propädeutika für die Linguistik. Duisburg 2006, ISBN 3-925348-71-9.
- mit Sabine Walther: Emmys Angst. Kriminalroman. Annika Meinkes dritter Fall. Duisburg 2009, ISBN 978-3-925348-83-9.
- mit Sabine Walther: Bettflüchtig. Kriminalroman. Annika Meinkes zweiter Fall. Huber Berlin, 2003;  Duisburg 2012, ISBN 978-3-925348-96-9.
- mit Klaus Brinker und Steffen Pappert: Linguistische Textanalyse. Eine Einführung in Grundbegriffe und Methoden. Berlin 2018, ISBN 3-503-17760-4.